# Монтекатини Терме
Монтекатѝни Тѐрме (на италиански: Montecatini Terme, на местен диалект обикновено се казва само Монтекатини)) е курортен град и община в Централна Италия, провинция Пистоя, регион Тоскана. Разположен е на 29 m надморска височина. Населението на общината е 20 963 души (към 2018 г.).

## География
Намира се в региона Тоскана, провинция Пистоя, между Пиза и Флоренция. Градът има три административни района – Алто, Ниеволе и Вико. Население 21 159 жители от преброяването на 31 август 2009 г. Днес Монтекатини Терме е известен балнеокурорт. Тук ежегодно отсядат и множество туристи.

## История
Градът е известен от 14 век. По-късно тук е обичал да идва австроунгарският император Франц Йосиф. В Монтекатини има Художествена академия, футболен и тенис клубове, хиподрум, много плувни и минерални басейни. Историческият район Алто, разположен на хълма над сегашната централна част е свързан с нея чрез фуникулар (зъбчата железница).

## Забележителности
- Село Монтекатини Алто (Montecatini Alto)
- Старите бани „Терме Тетучо“ (Terme Tettuccio)
- Вила Форини Липи (Villa Forini Lippi)
- Общинският дом (Palazzo Comunale)
- Железопътната гара (Stazione ferroviaria)

### Църкви
- Св. Дева Мария Асунта (St. Maria Assunta)
- Св. св. Яков и Филип или Дел Кармине (St. Jacopo e Filippo, del Carmine)
- Св. Петър (St.Pietro)
- Манастир Св. Дева Мария (St. Maria a Ripa)